# Station Volpriehausen
Station Volpriehausen (Haltepunkt Volpriehausen) is een spoorwegstation in de Duitse plaats Volpriehausen, in de deelstaat Nedersaksen. Het station ligt aan de spoorlijn Ottbergen - Northeim.

## Indeling
Het station beschikt over één zijperron, die niet is overkapt maar voorzien van een abri. Het perron is te bereiken vanaf de straat Schlarper Straße. Hier bevinden zich ook een klein parkeerterrein en een bushalte.

## Verbindingen
De volgende treinserie doet het station Volpriehausen aan:
| Serie | Treinsoort                   | Route | Bijzonderheden                                                         |
| ----- | ---------------------------- | --- | ---------------------------------------------------------------------- |
| RB 81 | Regionalbahn (DB Regio Nord) | Nordhausen – Bad Lauterberg im Harz Barbis – Herzberg (Harz) – Northeim (Han) – Volpriehausen – Bodenfelde | Eenmaal per twee uur; versterkingsritten tussen Bodenfelde en Northeim |